# Пољско златно доба
Пољско златно доба је био период ренесансе у Пољској и Великој кнежевини Литванији, који је отприлике одговарао периоду владавине краља Жигимунда Пољског и његовог сина, Жигимунда II Августа, последњег монарха из династије Јагелона, до његове смрти 1572. Неки историчари сматрају да се пољско златно доба наставило до средине 17. века, када је Пољско-литванска заједница опустошена Хмељницковим устанком (1648—1657) и инвазијом Шведске и Русије. Током свог златног доба, Комонвелт је постао једно од највећих краљевстава у Европи, протежући се од модерне Естоније на северу до Молдавије на истоку и Бохемије на западу.
У 16. веку Комонвелт је нарастао на скоро милион км², са популацијом од 11 милиона. Она је напредовала захваљујући огромном извозу житарица, дрвета, соли и тканина у западну Европу преко лука на Балтичком мору Гдањск, Елблаг, Рига, Мемел и Кенигсберг. Највећи градови Комонвелта су били Познањ, Краков, Варшава, Лавов, Вилњус, Торуњ и, једно време у 17. веку, Кијев и Смоленск. Војска Комонвелта је била у стању да одбрани краљевство од стране инвазије, а такође је учествовала у агресивним кампањама против пољских суседа. Како је на освојеним територијама уследила полонизација, барем међу политички утицајним класама, пољски језик је постао Лингва франка (лат. Lingua franca) средње и источне Европе.
Током свог златног доба, Комвелт се сматрао једном од најмоћнијих држава у Европи. Имао је јединствен систем владавине, познат као Златна слобода, у којем се сво племство (Шљахта), без обзира на економски статус, сматрало једнаким и уживало широка законска права и привилегије. Једна од карактеристика система био је Либерум вето (лат. Liberum veto) који је први пут употребљен 1653. Племство, које се састоји од шљахта и магната, чинило је неких 8-10% становништва Комонвелта.

## Култура пољске ренесансе

### Писменост, образовање и покровитељство интелектуалних подухвата
Пољска штампарска индустрија почела је у Кракову 1473. године, а до почетка 17. века било је приближно 20 штампарија у оквиру Комонвелта: осам у Кракову, остале углавном у Гдањску, Торуњу и Замошћу. Универзитет у Кракову је поседовао богате библиотеке; мање збирке биле су све чешће на племићким дворовима, школама и у градским домаћинствима. Ниво неписмености је опадао, јер је до краја 16. века скоро свака парохија имала школу.
Академија Лубрански, високошколска установа, основана је у Познању 1519. године. Реформација је резултирала оснивањем већег броја гимназија, академски оријентисаних средњих школа, од којих су неке биле међународно познате, пошто су протестантске деноминације желеле да привуку присталице нудећи високо квалитетно образовање. Католичка реакција била је стварање језуитских колеџа упоредивог квалитета. Универзитет у Кракову је заузврат одговорио са сопственим гимназијама хуманистичког програма.
Сам универзитет је доживео период истакнутости на прелазу из 15. у 16. век, када су посебно математички, астрономски и географски факултети привукли бројне студенте из иностранства. Латински, грчки, хебрејски и њихове књижевности су такође биле популарне. Средином 16. века институција је ушла у фазу кризе, а почетком 17. века назадовала је у контрареформациони конформизам. Језуити су искористили сукобе и основали 1579. године универзитетски колеџ у Вилњусу, али су њихови напори да преузму Универзитет у Кракову били неуспешни. У таквим околностима многи су изабрали да наставе студије у иностранству.
Жигмунд Пољски, који је подигао садашњи ренесансни замак Вавел, и његов син Жигмунд II Август, подржавали су интелектуалне и уметничке активности и окруживали се стваралачком елитом. Њихов пример покровитељства следили су црквени и лаички феудалци, као и патрицији у већим градовима.

### Наука
Пољска наука је достигла свој врхунац у првој половини 16. века када је критиковано средњовековно гледиште и тражена рационалнија објашњења. De revolutionibus orbium coelestium, који је Коперник објавио у Нирнбергу 1543. године, уздрмао је традиционални систем вредности проширен на разумевање физичког универзума, одбацивши птолемејски антропоцентрични модел усвојен у хришћанству и ослободио експанзију научних истраживања. Генерално, истакнути научници тог периода живели су у многим различитим регионима земље, и све више, већина је била урбаног, а не племићког порекла.
Коперник, син торунског трговца из Кракова, дао је много доприноса науци и уметности. Његово научно стваралаштво инспирисано је на Универзитету у Кракову, касније је студирао на италијанским универзитетима. Коперник је писао латинску поезију, развио економску теорију, функционисао је као клерик-администратор, политички активиста у Пруским сејмицима и водио је одбрану Олштина од снага Алберта Хоенцолерна. Као астроном, много година је радио на својој научној теорији у Фромборку, где је и умро.
Јосиф Струције је постао познат као лекар и медицински истраживач. Бернард Ваповски је био пионир пољске картографије. Мациеј Миецховита, ректор Универзитета у Кракову, објавио је 1517. Tractatus de duabus Sarmatiis, расправу о географији Истока, области у којој су пољски истраживачи пружили експертизу из прве руке за остатак Европе.
Андрзеј Фрицз Модрзевски је био један од највећих теоретичара политичке мисли у ренесансној Европи. Његово најпознатије дело, „О унапређењу Комонвелта”, објављено је у Кракову 1551. Модрзевски је критиковао феудалне друштвене односе и предлагао широке реалистичке реформе. Он је претпоставио да све друштвене класе треба да буду подвргнуте закону у истој мери и желео је да ублажи постојеће неједнакости. Модрзевски, утицајан и често превођен аутор, био је страствени заговорник мирног решавања међународних сукоба. Бискуп Ваврзиниец Гослицки, који је написао и објавио 1568. године студију под насловом De optimo senatore, био је још један популаран и утицајан политички мислилац на Западу.
Историчар Марћин Кромер је написао De origine et rebus gestis Polonorum (О пореклу и делима Пољака) 1555. и 1577. године Polonia, расправу веома цењену у Европи. „Chronicle of the Whole World” Марцина Биелска, универзална историја, написана је око. 1550. Хроника Мациеја Стријковског (1582) покривала је историју источне Европе.

### Књижевност
Модерна пољска књижевност почиње у 16. веку. У то време је пољски језик, заједнички свим образованим групама, сазрео и продро у све области јавног живота, укључујући општинске институције, правни законик, цркву и друге службене употребе, коегзистирајући неко време са латинским. Клеменс Јанички, један од ренесансних песника на латинском језику, лауреат папског одликовања, био је сељачког порекла. Други плебејски аутор, Биернат од Лублина, написао је сопствену верзију Езопових басни на пољском, прожету његовим друштвено-радикалним ставовима.
Пробој у књижевном пољском језику дошао је под утицајем реформације са списима Миколаја Реја. У својој „Brief Discourse”, сатири објављеној 1543. године, он брани кмета од свештеника и племића, али у својим каснијим делима често слави радости мирног, али привилегованог живота сеоског господина. Реј, чија је заоставштина његова нестидљива промоција пољског језика, оставио је велики избор књижевних дела. Łукасз Горницки, писац и преводилац, усавршио је пољску прозу тог периода. Његов савременик и пријатељ Јан Кохановски постао је један од највећих пољских песника свих времена.
Кохановски је рођен 1530. године у просперитетној племићкој породици. У младости је студирао на универзитетима у Кракову, Кенигсбергу и Падови и много путовао по Европи. Једно време је радио као краљевски секретар, а затим се настанио у селу Чарнолас, које је део његове породичне баштине. Вишеструко стваралаштво Кохановског је изванредно и по дубини мисли и осећања које дели са читаоцем, и по лепоти и класичном савршенству форме. Међу најпознатијим делима Кохановског су буколичке Frascas, епска поезија, религиозна лирика, драма-трагедија The Dismissal of the Greek Envoys и најцењеније тужбалице или јадиковке, написане након смрти његове младе ћерке. Песник Миколај Сеп Сзарзински, интелектуално рафинирани мајстор малих форми, премошћује период касне ренесансе и раног барока.

### Музика
Пратећи европске и посебно италијанске музичке трендове, ренесансна музика се развијала у Пољској, усредсређена на покровитељство краљевског двора и одатле се гранала. Жигмунд I је од 1543. држао стални хор у замку Вавел, док је реформација донела велику групу која је певала црквено певање на пољском језику током богослужења. Јан од Лублина написао је опсежну таблатуру за оргуље и друге инструменте са клавијатуром. Међу композиторима, који су своју музику често прожимали националним и народним елементима, били су Вацлав из Шамотулија, Миколај Гомушка, који је писао музику Кохановском у преводу псалма, и Миколај Зилењски, који је обогатио пољску музику усвајањем полифоног стила венецијанске школе.

### Архитектура, скулптура и сликарство
Архитектура, скулптура и сликарство развијају се и под италијанским утицајем од почетка 16. века. Један број професионалаца из Тоскане који су радили као краљевски уметници у Кракову. Франческо Фјорентино је започео радове на гробници Јана I Олбрахта 1502. године, а затим је заједно са Бартоломеом Беречијем и Бенедиктом из Сандомира обновио краљевски замак између 1507. и 1536. године. Беречи је такође изградио Сигисмундову капелу у Вавелској катедрали. Пољски магнати, Silesian Piast кнезови у Бжегу, па чак и краковски трговци (средином 16. века њихова класа је стекла економску снагу широм земље) изградили су или обновили своје резиденције како би личиле на замак Вавел. Краковска Хала тканина и Градска већница у Познању су међу бројним зградама обновљеним у ренесансном маниру, али се готичка градња наставила низ деценија.
Између 1580. и 1600. Јан Замојски је наручио од венецијанског архитекте Бернарда Моранда да изгради град Замошћ. Град и његова утврђења пројектовани су тако да доследно имплементирају естетску парадигму ренесансе и маниризма. Надгробна скулптура, често унутар цркава, богато је заступљена на гробовима свештенства и лаика и других имућних појединаца. Јан Марија Падовано и Јан Михаловић из Ужедова спадају у истакнуте уметнике.
Сликана илуминација у Balthasar Behem Codex је изузетног квалитета и црпи своју инспирацију углавном из готске уметности. Станислав Самострзелник, монах у цистерцитском манастиру у Могили код Кракова, сликао је минијатуре и полихромиране зидне фреске.

## Династија Јагелона
Крајем 15. века Јагелони су владали на огромним територијама које су се протезале од Балтика преко Црног до Јадранског мора. Династија је владала у неколико средњоевропских земаља између 14. и 16. века. Чланови династије били су краљеви Пољске (1386—1572), велики кнезови Литваније (1377—1392 и 1440—1572), краљеви Угарске (1440—1444 и 1490—1526) и краљеви Чешке (1471—1526).
Године 1515, током конгреса у Бечу, договорено је династичко наслеђе између Максимилијана I, цара Светог римског царства и браће Јагелона, Владислава II од Чешке и Угарске и Жигмунда I од Пољске и Литваније. То је требало да прекине подршку цара пољским непријатељима, Тевтонској и руској држави, али након избора Карла V, Максимилијановог наследника 1519. године, односи са Жигмундом су се погоршали.
Ривалство Јагелона са кућом Хабзбурговаца у централној Европи на крају је решено у корист Хабзбурга. Одлучујући фактор који је оштетио или ослабио монархије последњих Јагелона била је турска експанзија Отоманског царства. Угроженост Мађарске се знатно повећала након што је Сулејман Величанствени заузео Београдску тврђаву 1521. Да би спречио Пољску да пружи војну помоћ Угарској, Сулејман је извршио татарско-турски напад на југоисточну Пољску-Литванију 1524. године. Мађарска војска је поражена 1526. у Мохачкој бици, где је погинуо млади Лајош II Јагелонац, син Владислава II. Након тога, након периода унутрашњих сукоба и спољне интервенције, Мађарска је подељена између Хабзбурга и Османлија.

## Република племства
Уз Лублинску унију, 1569. године створена је уједињена пољско-литванска заједница, која се протезала од Балтичког мора и Карпатских планина до данашње Белорусије и западне и централне Украјине (које су раније биле кнежевине Кијевске Русије). У оквиру нове федерације одређени степен формалног одвајања Пољске и Литваније је задржан (различите државне службе, војске, ризнице и правосудни системи), али је унија постала вишенационална целина са заједничким монархом, парламентом, монетарним системом и спољно-војном политиком, у којој је само племство уживало пуна права држављанства. Штавише, највиши слој племства требало је да преузме доминантну улогу у Комонвелту, пошто су магнатске фракције стицале способност да манипулишу и контролишу остатак шљахте у приватну корист своје клике. Овај тренд, додатно олакшан последицама либералног насељавања и стицања земље из уније, постао је очигледан у време смрти Жигмунда Августа 1572. године, последњег монарха из династије Јагелона.
Једна од најистакнутијих карактеристика новоуспостављеног Комонвелта била је његова мултиетничност, а самим тим и разноликост верских вера и деноминација. Међу заступљеним народима били су Пољаци (приближно 50 насто или мање укупног становништва), Литванци, Летонци, Руси (што одговара данашњим Белорусима, Украјинцима, Русима или њиховим источнословенским прецима), Немци, Естонци, Јевреји, Јермени, Татари и Чеси, између осталих, на пример мање западноевропске групе. Што се тиче главних друштвених сегмената у раном 17. веку, скоро 70% становништва Комонвелта били су сељаци, преко 20% становници градова и мање од 10% племића и свештенства заједно. Укупна популација, процењена на 8–10 милиона, наставила је динамично да расте све до средине века. Словенско становништво источних земаља, Русије или Рутеније, било је солидно, осим пољског колонизујућег племства (и полонизованих елемената локалног племства), источно православно, што је наговештавало будуће невоље за Комонвелт.
Политичка доктрина Комонвелта била је: „наша држава је република под председништвом краља”. Канцелар Јан Замојски је сажео ову доктрину када је рекао да Rex regnat et non-gubernat („Краљ влада, али [ дословно 'и'] не влада”). Комонвелт је имао парламент, Сејм, као и Сенат и изабраног краља. Краљ је био у обавези да поштује права грађана наведена у чланцима краља Хенриција, као и у Pacta conventa, договореним у време његовог избора .
Моћ монарха је била ограничена у корист позамашне племићке класе. Сваки нови краљ морао је да се обавезује да ће поштовати Хенрицјеве чланке, који су били основа пољског политичког система (и укључивали готово без преседана гаранције верске толеранције). Временом су Хенрицијански чланци спојени са Pacta Conventa, специфичним обећањима на која су се сложили изабрани краљ. Од тог тренутка па надаље, краљ је заправо био партнер племићке класе и стално га је надгледала група сенатора. Сејм је могао ставити вето на краља у важним питањима, укључујући законодавство (усвајање нових закона), спољне послове, објаву рата и опорезивање (промене постојећих пореза или наметање нових).
Основа политичког система Комонвелта, „Златна слобода “ (пољ. Złota Wolność, термин који се користи од 1573. године), укључивао је:
- Избор краља од стране свих племића који желе да учествују, познат као wolna elekcja (слободни избори);
- Сејм, парламент Комонвелта који је краљ морао да одржава сваке две године;
- Pacta Conventa, „споразуми о договору“ о којима су преговарани са изабраним краљем, укључујући повељу о правима, обавезујућу за краља, изведену из ранијих Хенрицијанових чланака;
- Верска слобода гарантована Законом о Варшавској конфедерацији из 1573;
- Rokosz (устанак), право слахте да формира легалну побуну против краља који им је повредио загарантоване слободе;
- Liberum veto, право појединог посланика Сејма да се успротиви одлуци већине на седници Сејма; изрицање таквог „слободног вета” поништило је све законе који су донети на тој седници; током кризе друге половине 17. века пољски племићи су могли да користе и либерум вето на покрајинским сејмицима;
- Конфедерација (од латинског confederatio), право на формирање организације ради наметања заједничког политичког циља;

## Ливонски рат; борба за доминацију у балтичком подручју
У 16. веку Велико војводство Литваније постало је све више заинтересовано за проширење своје територијалне владавине на Ливонију, посебно да би стекло контролу над балтичким морским лукама, као што је Рига, и за друге економске користи. Ливонија је до 1550-их била углавном лутеранска,  којом је традиционално владао витешки ред Братство мача. Ово је довело Пољску и Литванију у сукоб са Москвом и другим регионалним силама, које су такође покушале да се шире у тој области.
Друге силе које су тежиле приступу Ливонском Балтику одговориле су поделом Ливонске државе, што је изазвало дуги Ливонски рат, вођен између 1558. и 1583. године. Иван IV од Русије заузео је Дорпат (Тарту) и Нарву 1558. године, а убрзо су Данци и Швеђани заузели другим деловима земље. Да би заштитили интегритет своје земље, Ливонци су тражили унију са пољско-литванском државом. Готард Кетлер, нови велики мајстор, састао се у Вилњусу са Жигмундом II Августом 1561. и прогласио Ливонију вазалном државом под пољским краљем. Споразум од 28. новембра захтевао је секуларизацију реда браће мача и инкорпорацију новоосновано Ливонско војводство у Rzeczpospolita („Републику“) као аутономну целину. Виљнуска унија је такође створила војводство Курландију и Семигалију као посебан феуд, којим ће управљати Кетлер. Жигмунд II се обавезао да поврати делове Ливоније изгубљене од Москве и балтичких сила. Ови сукоби су довели до исцрпљујућих ратова са Русијом (1558—1570 и 1577—1582) и других борби око контроле балтичке трговине и слободе пловидбе.
Политика балтичког региона последњег краља Јагелона и његових саветника била је најзрелији од стратешких програма Пољске у 16. веку. Исход напора у тој области био је у знатној мери успешан за Комонвелт. Ливонски ратови су се завршили под владавином краља Стефана Баторија.
Године 1576. Стефан Батори је постао краљ Пољске, као и велики кнез Литваније. Преокренуо је ток рата својим успесима између 1578. и 1581. године, укључујући заједничку шведско-пољско-литванску офанзиву у бици код Вендена. Након тога уследио је продужени поход кроз Русију који је кулминирао дугом и тешком опсадом Пскова. Под Јам-Запољским примирјем из 1582, којим је окончан рат између Русије и Пољске-Литваније, Русија је изгубила све своје некадашње поседе у Ливонији и Полоцку у корист Пољске и Литваније. Следеће године, Шведска и Русија су потписале Примирје у Плуси са Шведском која је добила већи део Ингрије и северне Ливоније док је задржала Војводство Естонију.

## Кућа Васа
Јован III Шведски оженио се Катарина Јагелонскoм, сестром Жигмунда II Августа из Пољске. Када је Жигмунда II умро без потомства, син Јована III и Катарине Јагелонке је изабран за краља Пољске и великог кнеза Литваније као Жигмунд III 1587. Након Јуванове смрти, Жигмунд је такође добио шведски престо.

### Пољско-шведска унија
После смрти Јована Шведског, његов син Жигмунд је постао престолонаследник Шведске. Жигмунд је у то време већ био краљ Пољске (од 1587). Жигмунд је свакако ценио шведски престо и сазнавши за смрт свог оца и претензије на престо свог стрица, војводе Карл IX, затражио је од Сејма (пољског парламента) дозволу да напусти Комонвелт и оде у Шведску, где је могао привремено да обезбеди шведску круну. Сејм му је дао дозволу и 3. августа 1593. Жигмунд је, у пратњи своје жене, Ане Хабзбуршке, и других следбеника, отпутовао у Шведску.
Чинило се да је споразум од 19. фебруара смирио ситуацију; Жигмунд је крунисан у катедрали у Упсали и постао је краљ Шведске. Краљевина Шведска је сада била у персоналној унији са Пољском и Литванијом. У јулу, Жигмунд је препустио Шведску у руке регентског већа и вратио се у Пољску. Шведском је требало да заједно управљају Тајни савет Шведске и Жигмундов ујак војвода Карло.
Жигмунд је, међутим, прекршио своја ранија обећања, отварајући католичке школе и дајући католицима истакнута места. Чарлс заузврат није одустао од стицања шведског престола и следио је своју политичку агенду. Нови риксдаг који је сазвао у Арбоги 1597. године – опет упркос краљевим наредбама – видело је мало учесника, а само једног из Тајног савета. И поред тога, војвода Чарлс није добио подршку за своју војну акцију, али ју је ипак покренуо. Делови јужне Шведске су успешно заузети. Неколико чланова Тајног савета побегло је у Пољску да убеди Жигмунда да предузме контраакције. Жигмунд је послао дипломатску мисију, у покушају да сукоб реши преговорима. Чарлс је у почетку изгледао спреман за преговоре, али је у ствари играо на време, покушавајући да потврди своју моћ на другом Риксдагу (у Арбоги), регрутујући сељаке за своју војску и изолујући Жигмундове следбенике.
Сејм је 1598. дао Жигмунду зелено светло за војну кампању против својих противника у Шведској; међутим, одбило је да му пружи значајну подршку. Жигмуднова војска је била састављена углавном од најамника (Немаца и Мађара), подржаних од релативно малог броја пољских снага.
Жигмундов поход био је лоше планиран. Није био у стању да координише кретање својих трупа са својим присталицама, посебно Флемингом који је требало да нападне Чарлса из Финске. После почетних успеха (заузимање Калмара и пораз Карлових трупа код Стегеборга ), Жигмундове снаге су поражене 25. септембра 1598. у бици код Штангеброа (познатој и као битка код Линкчепинга ). Жигмунд је заробљен и приморан да преда неке од својих следбеника, као што је канцелар Шведске Ерик Ларсон Спаре (1550—1600). У мају 1599. Карлове снаге су заузеле последњу тврђаву коју је држао Жигмунд, Калмар. 24. јула 1599. Риксдаг у Стокхолм је званично свргнуо Жигмунда са трона. Нови краљ Шведске био је Карло X Шведски, а пољско-шведска унија је распуштена након једва седам година постојања. У марту 1600, неки од Жигмундових присталица су погубљени, укључујући пет сенатора у догађају познатом као Крваво купатило у Линкчепингу.

## Пољска инвазија на Русију

### Пољско-руски рат (1605—1618)
Пољско-руски рат ( 1605—1618 ), у Пољској познат као Dimitriads, био је низ војних сукоба и инвазија на исток које су извели пољско-литвански савез и приватне војске и плаћеника предвођени аристократијом Комонвелта, када је Руско царство растргано низом грађанских ратова, периодом који се назива „Време невоља“. Стране и њихови циљеви променили су се неколико пута током овог сукоба: Пољско-литванска заједница није била формално у рату са Русијом све до 1609. године, а различите руске фракције су се међусобно бориле, у савезу са Комонвелтом и другим земљама или се бориле против њих. Шведска је такође учествовала у сукобу током Ингријског рата (1610—1617), понекад се повезујући са Русијом, а други пут борећи се против ње. Циљеви различитих фракција су се често мењали, као и обим њихових циљева, који су се кретали од мањих прилагођавања граница до наметања пољских краљева или претензија варалица које подржава Пољска, на руски престо, па чак и стварања нове државе формирањем унија између Комонвелта и Русије.
Рат се може поделити у четири фазе. У првој фази, извесна комонвелтска шљахта (племство), коју су подстицали неки руски бољари (руска аристократија), али без званичне сагласности пољског краља Жигмунда III, покушала је да искористи слабост Русије и да се умеша у њен грађански рат подржавајући варалице за царство, Лажног Дiмитрија I и касније Лажног Димитрија II, против крунисаних царева Бориса Годунова и Василија Шујског. Први талас пољске интервенције почео је 1605. и завршио се 1606. смрћу Лажног Дiмитрија I . Други талас почео је 1607. и трајао је до 1609. године, када је цар Василиј склопио војни савез са Шведском. Као одговор на овај савез, пољски краљ Жигмунд III одлучио је да званично интервенише и да објави рат Русији, са циљем да ослаби савезника Шведске и добије територијалне уступке.
Хетман круне Станислав Жолкевски одржао је тријумфални улазак у Краковско предграђе Краљевског дворца, водећи са собом заробљенике: руског цара Василија IV Шујског, његову браћу: Димитрија Шујског са супругом - великом кнегињом Екатерином Григорјевном, ћерком Григоријa Маљута Скуратова. и Ивана Шујског, Михаила Шеина, и Филарета, неканонског Патријарха московског и целе Русије.
После раних победа Комонвелта (Битка код Клушина), која је кулминирала уласком пољских снага у Москву 1610. године, Жигмундов син, кнез Владислав од Пољске, накратко је изабран за цара. Међутим, убрзо потом, Жигмунд је одлучио да себи присвоји руски престо. Ово је отуђило пропољске присталице међу бољарима, који су могли да прихвате умереног Владислава, али не и прокатоличког и анти-православног Жигмунда. Након тога, пропољска руска фракција је нестала, а рат је настављен 1611. године, са Пољацима који су протерани из Москве 1612. али су заузели важан град Смоленск (Опсада Смоленска (1609—1611)). Међутим, због унутрашњих невоља и у Комонвелту и Русији, мало војних акција је било између 1612. и 1617. године, када је Жигмунд направио последњи и неуспели покушај да освоји Русију. Рат је коначно окончан 1618. године Деулинским примирјем, којим су Комонвелту дали одређене територијалне уступке, али не и контролу над Русијом, која је тако из рата изашла са својом независношћу.

## Даље читање
- The Cambridge History of Poland (two vols., 1941—1950) online edition vol 1 to 1696 Архивирано на веб-сајту  (13. фебруар 2008)
- Butterwick, Richard, ed. The Polish-Lithuanian Monarchy in European Context, c. 1500—1795. Palgrave, 2001. 249 pp. online edition Архивирано на веб-сајту  (4. мај 2008)
- Davies, Norman. Heart of Europe: A Short History of Poland. Oxford University Press, 1984.
- Davies, Norman. God's Playground: A History of Poland. 2 vol. Columbia U. Press, 1982.
- Pogonowski, Iwo Cyprian. Poland: A Historical Atlas. Hippocrene, 1987. 321 pp.
- Sanford, George. Historical Dictionary of Poland. Scarecrow Press, 2003. 291 pp.
- Stone, Daniel. The Polish-Lithuanian State, 1386—1795. U. of Washington Press, 2001.
- Zamoyski, Adam. The Polish Way. Hippocrene Books, 1987. 397 pp.